# Амитивилски ужас 7: Нова генерација
Амитивилски ужас 7: Нова генерација (енгл. Amityville: A New Generation) амерички је натприродни хорор филм из 1993. године, режисера Џона Мурловског, са Росом Партриџом, Џулијом Никсон-Соул, Лалом Слотмен и Дејвидом Нотоном у главним улогама. Седми је филм у серијалу Амитивилски ужас. Слично као у четвртом и шестом делу серијала, радња није смештена у Амитивилској кући, али се њено проклетство преноси преко једног предмета из куће, у овом случају преко огледала.
Филм је дистрибуиран директно на видео 29. септембра 1993. Добио је веома негативне оцене критичара, а публика сајта Ротен томејтоуз оценила га је са 28%. У споредним улогама су, између осталих, Ричард Раундтри, Тери О'Квин и Лин Шеј.
Три године касније снимљен је нови наставак, под насловом Амитивилски ужас 8: Кућица за лутке.

## Радња
Старо огледало из Амитивилске куће доспева у кућу фотографа Киза Терија. Убрзо након тога, у његовој близини се одиграва низ неразјашњених убистава. Истовремено, Киз открива своју повезаност са оригиналним убиствима у Амитивилу.

## Улоге
| Глумац             | Улога                    |
| ------------------ | ------------------------ |
| Рос Партриџ        | Киз Тери                 |
| Џулија Никсон-Соул | Суки                     |
| Лала Слотмен       | Лејни                    |
| Дејвид Нотон       | Дик Катлер               |
| Барбара Хауард     | Џенет Катлер             |
| Џек Оренд          | Френклин Бронер          |
| Ричард Раундтри    | Поли                     |
| Тери О'Квин        | детектив Кларк           |
| Роберт Раслер      | Реј                      |
| Лин Шеј            | медицинска сестра Тарнер |
| Том Рајт           | човек у мртвачници       |
| Џон Пол Стојер     | млади Киз                |